# Pimelodella odynea
Pimelodella odynea är en fiskart som beskrevs av Schultz, 1944. Pimelodella odynea ingår i släktet Pimelodella och familjen Heptapteridae. Inga underarter finns listade i Catalogue of Life.